# Serwis społecznościowy
Serwis społecznościowy (ang. social networking service, SNS, potocznie portal społecznościowy) – serwis internetowy, który służy do budowania sieci społecznych oraz stosunków społecznych, które opierają się na podobnych zainteresowaniach, wspólnym życiu zawodowym lub prywatnym itp. Umożliwia kontakt ze znajomymi oraz dzielenie się informacjami, zainteresowaniami itp. Różnorodność serwisów społecznościowych dostępnych obecnie w Internecie stwarza wyzwanie do stworzenia jednej definicji, istnieją jednak pewne cechy wspólne:
- serwisy społecznościowe opierają się na aplikacjach internetowych;
- treści tworzone przez użytkowników są siłą napędową portali;
- użytkownicy tworzą własne profile;
- usługi społecznościowe ułatwiają rozwój internetowych sieci społecznych poprzez łączenie profilu użytkownika z innymi osobami lub podmiotami o podobnych zainteresowaniach lub w jakimś stopniu z nimi powiązanymi[3][4].

## Historia

Najpopularniejsze portale społecznościowe w 2019 roku według państw: Facebook (jasnoniebieski), VK (ciemnoniebieski), QZone (żółty), OK (pomarańczowy), Instagram (bordowy), brak danych (szary).

Koncepcją wykorzystania wielu komputerów osobistych połączonych elektronicznie w celu tworzenia społeczności internetowych zajmowano się od dawna. Podejmowano wiele prób, aby wspomóc rozwój takich społeczności poprzez komunikację komputerową, wykorzystując do tego m.in. Usenet, Advanced Research Projects Agency Network, LISTSERV, Bulletin Board System oraz EIES – elektroniczny serwis do wymiany informacji Turrofa. Członkowie grupy Information Routing Group stworzyli schemat zastosowania wczesnej wersji Internetu do tworzenia sieci społecznościowych.
Wczesne serwisy społecznościowe miały łączyć wszystkich użytkowników Internetu. Wiele z nich skupiało się na łączeniu ludzi, którzy wchodzili ze sobą w interakcje za pomocą czatu oraz zachęcało użytkowników do dzielenia się swoimi informacjami i pomysłami za pośrednictwem osobistych stron internetowych.
Pod koniec lat 90. profile użytkowników stały się najważniejszą cechą portali społecznościowych, umożliwiając użytkownikom tworzenie list znajomych oraz poszukiwanie osób o podobnych zainteresowaniach. Serwisy nowszej generacji, takie jak SixDegrees.com oraz Makeoutclub, udostępniały użytkownikom zaawansowane funkcje służące do szukania i zarządzania znajomymi.
W marcu 2005 roku, kiedy Yahoo! stworzył Yahoo! 360°, portale ze społecznością sieciową zaczęły rozwijać się, stając się elementem strategii biznesowej. W lipcu 2005 roku News Corporation wykupiło MySpace.com, a w grudniu brytyjski koncern ITV kupił Friends Reunited. Zaczęły powstawać nowe portale tego typu w różnych językach, dostosowane do potrzeb użytkowników w innych państwach.
Największą liczbę aktywnych użytkowników wśród serwisów społecznościowych ma Facebook, wynosi ona dwa miliardy. Początkowo działał jako portal studencki na uniwersytecie Harvard, potem został rozszerzony na kolejne uczelnie i następnie na cały świat.

## Typowa budowa

### Podstawy
Serwisy społecznościowe to serwisy, w których każdy użytkownik może stworzyć własny profil. Służą one głównie zwiększeniu poczucia przynależności do grupy społecznej. Serwisy te dzielą się na dwie kategorie:
- zewnętrzne (z ang. external social networking ESN) – otwarte (publiczne) i dostępne dla wszystkich użytkowników Internetu, umożliwiają im swobodną komunikację między sobą. Ich użytkownicy mogą wysyłać swoje zdjęcia oraz zaprzyjaźniać się z innymi użytkownikami, zwykle po tym, jak obie strony zaakceptują wysłaną wcześniej prośbę o dodanie do listy znajomych (z ang. friend request).
- wewnętrzne (z ang. internal social networking ISN) – zamknięte (prywatne) społeczności składające się z grupy ludzi jednego miejsca pracy, stowarzyszenia, instytucji lub innej organizacji, a także stworzonej przez użytkownika ESN grupy zamkniętej, tzn. takiej, do której można się dostać jedynie poprzez zaproszenie od znajomego.

Zazwyczaj serwisy społecznościowe umożliwiają kontrolę nad swoją prywatnością, tzn. użytkownicy mogą wybierać, co jest a co nie jest widoczne dla innych w ich profilu oraz to, kto może ich profil przeglądać lub się z nimi kontaktować.

### Dodatkowe opcje
Niektóre serwisy społecznościowe posiadają dodatkowe opcje, np. tworzenie grup o sprecyzowanych zainteresowaniach, przesyłanie filmów oraz prowadzenie rozmów na forach. Ponadto istnieją „serwisy geospołeczne”, które używają internetowych aplikacji mapujących w celu gromadzenia użytkowników zgodnie z ich geograficznym położeniem.
Pojawił się również trend zmierzający w kierunku większej współpracy między poszczególnymi serwisami społecznościowymi, któremu przewodzą takie przedsiębiorstwa jak OpenID oraz OpenSocial. Jego ideą jest umożliwienie użytkownikom stworzenia jednego wspólnego profilu na wielu serwisach internetowych. W ten sposób współpracują między sobą następujące serwisy: Facebook, Flickr, Blogger, WordPress itd.

### Model biznesowy
Niewielka liczba serwisów społecznościowych pobiera opłaty za członkostwo. Przedsiębiorstwa takie jak Myspace czy Facebook sprzedają na swoich stronach reklamy, dlatego ich celem jest jak największa liczba członków, a wprowadzenie opłat przyniosłoby efekt przeciwny. Niektórzy twierdzą, że szczegółowe informacje o użytkownikach danych serwisów umożliwiają kierowanie reklamy do wyspecjalizowanej grupy odbiorców w takim stopniu, jaki nie jest możliwy nigdzie indziej.
Internetowe serwisy społecznościowe funkcjonują na zasadzie niezależnego modelu biznesowego. Użytkownicy spełniają podwójną rolę: są zarówno dostawcami, jak i odbiorcami danych treści. Jest to przeciwieństwem tradycyjnego modelu, w którym dostawcy i odbiorcy danych dóbr są odrębnymi podmiotami. Dlatego w modelu niezależnym dochód generowany jest głównie dzięki reklamie. Jednak, kiedy treść danego serwisu jest ceniona wystarczająco wysoko, możliwy jest również dochód ze składek.

## Wykorzystanie

### Biznes
Serwisy społecznościowe łączą ludzi niewielkim kosztem, co może być niezwykle korzystne dla przedsiębiorców i sektora małych i średnich firm, chcących poszerzyć zakres swoich kontaktów. Bardzo często firmy wykorzystują serwisy, aby wpłynąć na potencjalnego klienta. Firmy mogą również wykorzystywać serwisy na potrzeby kampanii reklamowej w formie ogłoszeń. Ponieważ biznes działa w skali globalnej, serwisy ułatwiają utrzymywanie kontaktów na całym świecie.
Biznesowe społeczności internetowe funkcjonują jako spotkania online dla specjalistów z dziedzin biznesu i przemysłu. Inne portale wykorzystują ten model w celu tworzenia niszowych społeczności internetowych. LinkedIn jest przykładem specjalistycznego serwisu społecznościowego, w którym użytkownicy tworzą własne CV oraz dzielą się własnym doświadczeniem z innymi użytkownikami. Przedsiębiorstwa wykorzystują portal do rekrutacji pracowników. Tradycyjnym sposobem komunikacji jest rozmowa twarzą w twarz. Jednakże dzięki interaktywnej technologii komputerowej, połączenie peer-to-peer możliwe jest w każdej chwili. Serwisy sieci społecznościowych skupiają ogromną rzeszę osób zainteresowanych, poprzez tworzenie interaktywnych miejsc spotkań informacyjnych.
W 2011 na reklamę w serwisach społecznościowych reklamodawcy przeznaczyli 5,2 mld USD.

### Medycyna
Lekarze i pracownicy medyczni zaczynają akceptować serwisy społeczności internetowych jako sposób zdobywania wiedzy i przekazywania informacji, jak również w celu oceny indywidualnych lekarzy i instytucji. Korzyścią płynącą z używania wyspecjalizowanego serwisu medycznych społeczności internetowych jest fakt, że wszyscy użytkownicy muszą być wpisani na państwową listę licencjonowanych lekarzy.
Serwisy medycznych sieci społecznościowych cieszą się szczególnym zainteresowaniem firm farmaceutycznych, które 32% środków przeznaczonych na marketing wydają na pozyskanie konsumentów wśród użytkowników tych serwisów.

### Postępowania karne
Serwisy społecznościowe coraz powszechniej są wykorzystywane w postępowaniach karnych. Informacje zamieszczone w serwisach Myspace i Facebook zostały wykorzystane przez policję, kuratora oraz władze uniwersyteckie do oskarżenia użytkowników tych serwisów.

## Wpływ na społeczeństwo
Serwisy społecznościowe umożliwiają łączenie osób, które dzielą się swoimi zainteresowaniami i wiedzą ponad granicami politycznymi, gospodarczymi i geograficznymi. Poprzez pocztę e-mail oraz natychmiastowe przesyłanie wiadomości tworzone są społeczności internetowe, które mają zachęcać do współpracy w ramach kultury darów oraz wzajemnego altruizmu. Informacje są odpowiednim towarem w społeczności darów, ponieważ informacja jest darem o charakterze nierywalizacyjnym i może być przekazywana bez żadnych kosztów. Naukowcy zauważyli, że pojęcie „społecznościowy” nie może określać samych cech portali społecznościowych, ale także powinno być determinowane przez wyniki ich użytkowników. Zgodnie z teorią korzystania i gratyfikacji coraz większa liczba osób szuka w Internecie i mediach społecznościowych zaspokojenia potrzeb poznawczych, afektywnych (emocjonalnych) oraz integracyjnych. Technologia internetowa jako uzupełnienie potrzeb ma duży wpływ na nasze życie codzienne, w tym relacje, naukę, kościół, rozrywkę i rodzinę. Firmy wykorzystują portale społecznościowe do poznania potencjalnych pracowników, ich osobowości i zachowań. W wielu sytuacjach kandydaci zostali odrzuceni z powodu nieodpowiednich treści publikowanych przez nich na portalach społecznościowych.
Facebook i inne media społecznościowe są coraz częściej przedmiotem badań naukowych. Naukowcy z wielu dziedzin zaczęli badać wpływ portali społecznościowych w kontekście tożsamości, prywatności, kapitału społecznego, kultury młodzieży oraz edukacji. Badania sugerowały, że dodają przyjaciół z prawdziwego życia na Facebooku, aby utrzymywać kontakt, co prowadzi do łączenia się życia zawodowego i prywatnego. Według badań przeprowadzonych w 2015 roku 63% użytkowników Facebooka i Twittera w Stanach Zjednoczonych uznaje te sieci za główne źródło informacji, przede wszystkim na tematy rozrywkowe.
Badania z 2015 roku wykazały, że 85% użytkowników portali społecznościowych w wieku 18-34 lat korzysta z nich do podejmowania decyzji zakupowych. W grupie wiekowej 55+ 65% osób polega na opiniach ustnych. Również organizacje non-profit zaczynają korzystać z mediów społecznościowych do filantropii, co pozwala małym organizacjom dotrzeć do bardzo dużej ilości zainteresowanych użytkowników. W 2011 roku firma HCL Technologies przeprowadziła badania, które wykazały, że 50% brytyjskich pracodawców zabroniło korzystania z portali społecznościowych w godzinach pracy.
Badania dostarczyły również wyników, czy zaangażowanie ludzi w serwisach społecznościowych wpływa na poczucie samotności. Wykazały one, że korzystanie z portali społecznościowych może mieć różny efekt, pozytywny i negatywny. Niektóre firmy, w których pracownicy pracują poza biurem zachęcają ich do korzystania z serwisów społecznościowych, aby byli połączeni z kolegami z pracy; nauczyciele korzystają z sieci, aby być w kontakcie z uczniami, z którymi nie mogą codziennie utrzymywać kontaktu. Wśród młodzieży, która intensywnie korzysta z portali społecznościowych, wykazano duży odsetek osób z depresją.

## Negatywne zjawiska związane z serwisami społecznościowymi

### Spam
Spamowanie sieci społecznościowych jest dość powszechnym zjawiskiem. Główną motywacją do spamowania jest fakt, że użytkownik promujący jakąś markę chciałby, żeby jak najwięcej osób mogło ją zobaczyć. Wykrywanie takiej aktywności zostało dobrze zbadane i opracowano półautomatyczny system wykrywania spamu. Na przykład wykrywa się kopiowanie tekstu w celu wykrycia regularnej aktywności spamerów, co zmniejsza oglądalność i wiarygodność stron publicznych prowadzonych na Facebooku. W niektórych serwisach społecznościowych, takich jak Twitter, użytkownicy opracowali mechanizmy zgłaszania spamerów, które zostały zbadane i przeanalizowane.

### Prywatność
Obawy o prywatność związane z serwisami społecznościowymi stają się coraz większym problemem wśród użytkowników, z powodu zbyt dużych ilości zbieranych przez portale informacji o użytkownikach, co może zwiększać liczbę przestępstw, w tym przestępstw na tle seksualnym. Użytkownicy często nie mają świadomości, że mogą paść ofiarą złodziei tożsamości oraz wirusów komputerowych. Wiele dużych usługodawców internetowych (np. Facebook) współpracuje z organami ścigania, przekazując informacje na temat przestępców i podejrzanych, co stwarza zagrożenie, że wiele informacji osobistych może być wykorzystane przez organy rządowe lub prywatne korporacje. Ponadto istnieje zagrożenie, że nawet po usunięciu swoich danych i kont w tych serwisach przez użytkowników, kopie ich danych mogą być dalej przechowywane przez firmę lub trafić do osób trzecich.
Pozyskiwanie informacji od podmiotów badanych poprzez ankiety dotyczące zdrowia i naukowe na temat zwyczajów życia codziennego są ściśle kontrolowane przez specjalne komisje rewizyjne, by upewnić się, że osoby nieletnie i ich rodzice wyrazili zgodę na przeprowadzenie badania. Jednak nie jest jasne, czy takie same zasady dotyczą zbierających informacje w serwisach społecznościowych. W tego typu serwisach często zamieszczane są personalia, które trudno byłoby uzyskać w tradycyjny sposób. Mimo że dane znajdujące się w serwisach społecznościowych są publiczne, posługiwanie się nimi w pracach naukowych jest naruszeniem prywatności ich użytkowników.
Próby znormalizowania serwisów społecznościowych, w celu wyeliminowania konieczności powtarzania tych samych wpisów na różnych serwisach, wywołały obawy dotyczące prywatności (zob. FOAF – schemat formatowania, który służy do opisu danej osoby; oraz Open Source Initiative – organizacja zajmująca się promocją oprogramowania open source).

### Eksploracja danych
Dzięki eksploracji danych firmy mogą poprawić sprzedaż i rentowność. Firmy tworzą profile klientów zawierające dane demograficzne oraz analizę zachowania w sieci. Niedawną strategią był rozwój oprogramowania do analizy sieciowej. To oprogramowanie jest w stanie uporządkować strumień danych płynących przez sieci społecznościowe dla konkretnej firmy. Facebook jest szczególnie ważny dla strategów marketingowych, ponieważ poprzez specjalny program „Social Ads” filmy marketingowe dostają dostęp do profili miliardów ludzi, co pozwala im dostosować przekaz reklamowy dla konkretnej grupy wiekowej, według miejsca zamieszkania, a także zainteresowań. Ponadto Facebook za pomocą Facebook Beacon (przycisków „Lubię to”, „Udostępnij” oraz systemu komentarzy umieszczonych na innych stronach internetowych) śledzi użytkownika nawet, wtedy gdy ten nie korzysta aktualnie z Facebooka lub nie posiada konta w serwisie.

### Powiadomienia
W serwisach społecznościowych pojawiły się tendencje do wysyłania tylko „pozytywnych” powiadomień. Na przykład na Facebooku i MySpace użytkownik nie otrzyma powiadomienia, gdy zostanie usunięty z listy znajomych. Pozwala to użytkownikom pozbyć się niepożądanych informacji, często bez konfrontacji, bo użytkownicy rzadko kiedy to zauważą. To również wymusza pozytywną atmosferę wokół serwisu bez zwracania uwagi na nieprzyjemne wydarzenia, takie jak odrzucenie czy nieudane relacje.

### Dostęp do informacji
Wiele serwisów społecznościowych, takich jak Facebook, zapewnia użytkownikowi wybór, kto może oglądać ich profil. Ma to uniemożliwić osobom nieuprawnionym dostęp do informacji na temat użytkownika. Rodzice chcący uzyskać dostęp do konta swojego dziecka stają się poważnym problemem dla nastolatków, którzy nie chcą, aby rodzice widzieli ich profile. Dzięki temu, że oznaczą swoje profile jako prywatne tylko upoważnione przez nie osoby mogą je oglądać. Większość nastolatków stara się oddzielić swoje życie prywatne i rodzinne. Aby edytować informacje na danym profilu wymagane jest zalogowanie się lub podanie hasła. Ma to na celu zapobieganie nadużyciom oraz oszustwom.

### Wpływ na zatrudnienie
Serwisy społecznościowe stwarzają problemy związane z zatrudnieniem i utratą pracy z powodu niewłaściwych treści publikowanych na profilach użytkowników, np. niestosownych zdjęć czy potencjalnie obraźliwych komentarzy, a nawet komentarzy politycznych. Są prace, które rekomendują znajomych na podstawie poglądów politycznych użytkownika. Wielu ludzi korzysta z serwisów społecznościowych, aby przedstawić swoje opinie na aktualne wydarzenia swoim znajomym. Pracodawcy mogą uzyskać dostęp do profili swoich pracowników i kandydatów do pracy i na podstawie zamieszczanych przez nich informacji oceniają pracownika. Według danych Silicon Republic średnio 1 na 10 kandydatów do pracy w wieku 16 do 34 lat został odrzucony z powodu komentarzy umieszczanych na portalach społecznościowych. Zdarzały się także przypadki, że pracownicy tracili pracę z powodu negatywnych opinii na temat swojego pracodawcy. W listopadzie 2012 roku kobieta opublikowała rasistowską uwagę na temat Prezydenta Stanów Zjednoczonych i wspomniała o możliwym zabójstwie. Wkrótce potem straciła pracę i została objęta nadzorem Secret Service.

### Nieuprawniony dostęp
Istnieją różne formy dostępu do danych użytkownika, które nieupoważnione osoby mogą zmienić bez zgody. W jednym z badań podkreślono, że najczęstsze incydenty dotyczą publikowania nieodpowiednich komentarzy (43%), wiadomości wysyłanych do osób, których użytkownik nie był autorem (25%) i zmiany danych osobowych (24%). Najwięcej incydentów przeprowadzają przyjaciele ofiary (36%) oraz partnerzy (21%), a 1 na 10 przebadanych twierdził, że jego były partner zalogował się na ich konto bez uprzedniej zgody. W 2011 roku doszło do 60 milionów takich incydentów. 

### Dezinformacja
W styczniu 2012 r. Departament Wywiadu Zagranicznego Federacji Rosyjskiej (SVR) ogłosił trzy zamknięte przetargi o wartości ponad 30 milionów rubli, których celem było opracowanie nowych metod monitorowania blogosfery. Głównym zadaniem była „masowa dystrybucja wiadomości informacyjnych w określonych sieciach społecznościowych w celu kształtowania opinii publicznej” (zob. dezinformacja). Były to trzy związane ze sobą projekty:
- Dysput - pierwszy etap to monitoring treści blogosfery i sieci społecznościowych. Według dokumentacji przetargowej zadania to „badanie procesów kształtowania społeczności oraz rozpowszechniania informacji w sieciach społecznościowych” oraz „wyznaczenie czynników, które wpływają na popularność oraz szerokość rozchodzenia się informacji”;
- Monitor-3 – drugi etap to „rozpracowywanie metod organizacji oraz kierowania w internecie wirtualną wspólnotą ekspertów, które służą stawianiu zadań oraz kontroli pracy w mediach społecznych jak również regularnemu otrzymywaniu od ekspertów informacji w obrębie zadanych tematów”;
- Sztorm-12 – ostatni trzeci etap, który operuje umieszczaniem potrzebnych wywiadowi informacji w sieciach społecznościowych. Docelowo system jest przeznaczony zarówno dla prowadzenia sterowania świadomością masową zarówno w kraju, jak i za granicą[62][63][64][65][66].